# ملکه رودخانه
ملکه رودخانه (انگلیسی: River Queen) فیلمی در ژانر درام به کارگردانی وینسنت وارد است که در سال ۲۰۰۵ منتشر شد. از بازیگران آن می‌توان به سامانتا مورتون، کیفر ساترلند، کلیف کرتیس، تمورا موریسون و آنتون لسر اشاره کرد.